# Apocopis schmidiana
Apocopis schmidiana är en gräsart som beskrevs av Aimée Antoinette Camus. Apocopis schmidiana ingår i släktet Apocopis och familjen gräs. Inga underarter finns listade i Catalogue of Life.